# Associazione Calcio Udinese 1942-1943
Questa pagina raccoglie i dati riguardanti l'Associazione Calcio Udinese nelle competizioni ufficiali della stagione 1942-1943.

## Stagione
Nella stagione di guerra 1942-1943 l'Udinese disputa il campionato di Serie B, raccoglie 26 punti con il quindicesimo e quart'ultimo posto, sul campo sarebbe retrocesso con Palermo Juventina, Savona e Novara, ma la Federazione al termine del torneo promuove in Serie A il Modena ed il Brescia, primo e secondo in graduatoria, e annulla le quattro retrocessioni. Nella stagione 1943-1944 i tornei maggiori sono sospesi, unico torneo disputato è stato il Campionato di Alta Italia 1944, vinto dai Vigili del Fuoco di La Spezia. La squadra bianconera friulana ha disputato il campionato regionale della Venezia Giulia, vinto dall'Ampelea con 22 punti, con l'Udinese giunto quinto con 13 punti. Mentre nella stagione 1944-1945 l'Udinese disputerà il campionato di Serie B-C Alta Italia. In questa stagione l'Udinese allenato dal danubiano Ferenc Molnár, disputa una stagione avversata dalle ostilità belliche. Lo sbarco degli alleati in Sicilia, ha creato nel girone di ritorno gravi difficoltà al Palermo, che è stato estromesso dal torneo a febbraio, con l'annullamento dei risultati che aveva fin lì ottenuto. Autore di 11 reti, il miglior marcatore friulano è stato l'isontino Ermenegildo Orzan. Nella Coppa Italia i friulani hanno disputato tre turni, nei sedicesimi di finale hanno superato (2-1) il Pescara, negli ottavi hanno sbancato (0-1) Cremona, mentre nei quarti sono stati eliminati (3-2) dal Venezia.

## Rosa
| N. |                   | Ruolo | Calciatore            |
| -- | ----------------- | ----- | --------------------- |
|    | Italia (bandiera) | C     | Marco Barbot          |
|    | Italia (bandiera) | A     | Antonio Bertoli       |
|    | Italia (bandiera) | P     | Gino Cantoni          |
|    | Italia (bandiera) | D     | Giovanni Clocchiatti  |
|    | Italia (bandiera) | A     | Bruno Codeluppi       |
|    | Italia (bandiera) | C     | Ferdinando Cozzarin   |
|    | Italia (bandiera) | D     | Stefanino De Stefano  |
|    | Italia (bandiera) | C     | Riccardo Del Gronchio |
|    | Italia (bandiera) | A     | Walter D'Odorico      |
|    | Italia (bandiera) | A     | Rino Fabbro           |
|    | Italia (bandiera) | D     | Severino Feruglio     |
|    | Italia (bandiera) | A     | Camillo Gherlone      |
|    | Italia (bandiera) | P     | Ramiro Gremese        |

| N. |                   | Ruolo | Calciatore        |
| -- | ----------------- | ----- | ----------------- |
|    | Italia (bandiera) | A     | Angelo Lodolo     |
|    | Italia (bandiera) | D     | Sergio Manente    |
|    | Italia (bandiera) | C     | Guido Mazzetti    |
|    | Italia (bandiera) | A     | Giuseppe Morello  |
|    | Italia (bandiera) | A     | Luigi Obuel       |
|    | Italia (bandiera) | A     | Ermenegildo Orzan |
|    | Italia (bandiera) | C     | Bruno Panama      |
|    | Italia (bandiera) | D     | Oscar Pressacco   |
|    | Italia (bandiera) | C     | Gastone Rinaldi   |
|    | Italia (bandiera) | C     | Amerigo Salati    |
|    | Italia (bandiera) | A     | Vito Servello     |
|    | Italia (bandiera) | P     | Giuseppe Tonello  |
|    | Italia (bandiera) | P     | Renato Zacchi     |

## Risultati

### Serie B

#### Girone di andata
| Arbitro: | Scotti (Taranto) |

|                        |           |                       |
| Dapas 65’ Zucchero 90’ | Marcatori | 78’ Rinaldi 82’ Orzan |

| Arbitro: | Vannini (Bologna) |

|                 |           |              |
| Clocchiatti 66’ | Marcatori | 62’ Galbiati |

| Arbitro: | Panciatici (La Spezia) |

|            |           |                                    |
| Pisani 85’ | Marcatori | 13’ (aut.) N. Pieri 72’, 75’ Orzan |

| Arbitro: | Goracci (Firenze) |

|                 |           |              |
| Clocchiatti 54’ | Marcatori | 38’ G. Conti |

| Arbitro: | Buratti (Milano) |

|                                                        |           |  |
| Gordini 7’ Costa 39’, 41’ Castigliano 56’ Costanzo 65’ | Marcatori |  |

| Arbitro: | Camiolo (Milano) |

|  |           |            |
|  | Marcatori | 65’ Romani |

| Arbitro: | Silvano (Torino) |

|                                |           |                   |
| Martelli 14’ Romanini 46’, 65’ | Marcatori | 10’, 21’ Cozzarin |

| Udine 22 novembre 1942 8ª giornata | Udinese          | 0 – 0 referto | Modena | Stadio Moretti\| Arbitro: \| Buratti (Milano) \| |
| Arbitro:                           | Buratti (Milano) |               |        |                                                  |

| Arbitro: | Matucci (Seregno) |

|                  |           |                        |
| Lacelli 15’, 37’ | Marcatori | 62’ (rig.) Clocchiatti |

| Arbitro: | Neri (Vicenza) |

|                                    |           |            |
| Cozzarin 16’ Bertoli 18’, 47’, 85’ | Marcatori | 35’ Pombia |

| Arbitro: | Tibaldi (Savona) |

|                            |           |  |
| Dondi 30’, 74’ Colombi 54’ | Marcatori |  |

| Arbitro: | Donati (Milano) |

|            |           |  |
| Salati 63’ | Marcatori |  |

| Arbitro: | Canavesio (Torino) |

|                                  |           |                                   |
| C. Guarnieri 41’ Lanciaprima 86’ | Marcatori | 73’ Salati 86’ (rig.) Clocchiatti |

| Arbitro: | Barion (Bologna) |

|                                           |           |                           |
| Orzan 6’, 38’ Obuel 20’ Cozzarin 23’, 84’ | Marcatori | 70’ Fumagalli 87’ Bandini |

| Arbitro: | Vannini (Bologna) |

|             |           |  |
| Bramanti 2’ | Marcatori |  |

| Arbitro: | Scotti (Taranto) |

|                  |           |             |
| Verrina 62’, 77’ | Marcatori | 8’ Cozzarin |

| Arbitro: | Marini (Monfalcone) |

|                     |           |           |
| Salati 4’, 88’, 90’ | Marcatori | 32’ Polak |

#### Girone di ritorno
| Arbitro: | Martelli (Livorno) |

|            |           |  |
| Fabbro 57’ | Marcatori |  |

| Arbitro: | Zilli (Reggio Emilia) |

|                                     |           |                    |
| Cattaneo 20’, 45’, 59’ Gallanti 55’ | Marcatori | 65’, 76’ Codeluppi |

| Arbitro: | Cipriani (Milano) |

|                                                                                 |           |  |
| Bertoli 19’ Salati 37’, 52’, 60’, 62’ Codeluppi 70’ Feruglio 71’ Orzan 76’, 87’ | Marcatori |  |

| Arbitro: | Carpani (Milano) |

|                                   |           |  |
| U. Guarnieri 13’ (rig.) Pozzo 50’ | Marcatori |  |

| Arbitro: | Bellè (Venezia) |

|              |           |                                   |
| Cozzarin 44’ | Marcatori | 33’, 42’ Castigliano 67’ Costanzo |

| Arbitro: | Costantini (Pescara) |

|                                              |           |                                     |
| Barbot 67’ (aut.) Trevisani 72’ E. Conti 77’ | Marcatori | 79’ (rig.) Clocchiatti 82’ Mazzetti |

| Arbitro: | F. Bianchi (Firenze) |

|  |           |                  |
|  | Marcatori | 5’ (aut.) Barbot |

| Arbitro: | Canavesio (Torino) |

|                           |           |  |
| Busoni 5’, 30’ Eliani 44’ | Marcatori |  |

| Arbitro: | Scorzoni (Bologna) |

|                       |           |  |
| Lodolo 4’ Bertoli 24’ | Marcatori |  |

| Arbitro: | Sorbi (Firenze) |

|  |           |                           |
|  | Marcatori | 61’ Orzan 85’ Clocchiatti |

| Arbitro: | Fois (Roma) |

|              |           |  |
| Cozzarin 59’ | Marcatori |  |

| Arbitro: | Camiolo (Milano) |

|                                       |           |  |
| Ciferri 7’ Vigo 48’, 60’ Faccenda 77’ | Marcatori |  |

| Arbitro: | F. Bianchi (Firenze) |

|  |           |                 |
|  | Marcatori | 58’ Lanciaprima |

| Arbitro: | Silvano (Torino) |

|  |           |                             |
|  | Marcatori | 49’, 70’ Orzan 67’ Cozzarin |

| Arbitro: | Zilli (Reggio Emilia) |

|                    |           |                    |
| D'Odorico 24’, 62’ | Marcatori | 3’ Torre 58’ Mazza |

| Arbitro: | Biancone (Roma) |

|               |           |            |
| D'Odorico 17’ | Marcatori | 23’ Busani |

| Arbitro: | Zilli (Reggio Emilia) |

|                              |           |               |
| Polak 3’ Giangolini 55’, 75’ | Marcatori | 12’ D'Odorico |

### Coppa Italia
| Arbitro: | Poggipollini (Ferrara) |

|                               |           |               |
| Clocchiatti 20’ Mazzetti 115’ | Marcatori | 81’ Giorgetti |

| Arbitro: | Piglione (Reggio Emilia) |

|  |           |           |
|  | Marcatori | 17’ Obuel |

| Arbitro: | Bernardi (Bologna) |

|                               |           |                         |
| Alberico 55’ Alberti 83’, 86’ | Marcatori | 42’ Cozzarin 64’ Salati |

## Statistiche

### Statistiche di squadra
| Competizione | Punti | In casa | In casa | In casa | In casa | In casa | In casa | In trasferta | In trasferta | In trasferta | In trasferta | In trasferta | In trasferta | Totale | Totale | Totale | Totale | Totale | Totale | DR |
| Competizione | Punti | G       | V       | N       | P       | Gf      | Gs      | G            | V            | N            | P            | Gf           | Gs           | G      | V      | N      | P      | Gf     | Gs     | DR |
| ------------ | ----- | ------- | ------- | ------- | ------- | ------- | ------- | ------------ | ------------ | ------------ | ------------ | ------------ | ------------ | ------ | ------ | ------ | ------ | ------ | ------ | -- |
| Serie B      | 26    | 16      | 7       | 5       | 4       | 31      | 15      | 16           | 3            | 1            | 12           | 19           | 38           | 32     | 10     | 6      | 16     | 50     | 53     | -3 |
| Coppa Italia |       | 1       | 1       | 0       | 0       | 2       | 1       | 2            | 1            | 0            | 1            | 3            | 3            | 3      | 2      | 0      | 1      | 5      | 4      | +1 |
| Totale       |       | 17      | 8       | 5       | 4       | 33      | 16      | 18           | 4            | 1            | 13           | 22           | 41           | 35     | 12     | 6      | 17     | 55     | 57     | -2 |

### Statistiche dei giocatori
| Giocatore       | Serie B  | Serie B | Coppa Italia | Coppa Italia | Totale   | Totale |
| Giocatore       | Presenze | Reti    | Presenze     | Reti         | Presenze | Reti   |
| --------------- | -------- | ------- | ------------ | ------------ | -------- | ------ |
| M. Barbot       | ?        | ?       | 2            | 0            | 2+       | 0+     |
| A. Bertoli      | ?        | ?       | 2            | 0            | 2+       | 0+     |
| G. Cantoni      | ?        | ?       | -            | -            | 0+       | 0+     |
| G. Clocchiatti  | ?        | ?       | 2            | 1            | 2+       | 1+     |
| B. Codeluppi    | ?        | ?       | -            | -            | 0+       | 0+     |
| F. Cozzarin     | ?        | ?       | 1            | 1            | 1+       | 1+     |
| S. De Stefano   | ?        | ?       | 1            | 0            | 1+       | 0+     |
| R. Del Gronchio | ?        | ?       | 3            | 0            | 3+       | 0+     |
| W. D'Odorico    | ?        | ?       | -            | -            | 0+       | 0+     |
| R. Fabbro       | ?        | ?       | -            | -            | 0+       | 0+     |
| S. Feruglio     | ?        | ?       | 3            | 0            | 3+       | 0+     |
| C. Gherlone     | ?        | ?       | -            | -            | 0+       | 0+     |
| R. Gremese      | ?        | ?       | -            | -            | 0+       | 0+     |
| A. Lodolo       | ?        | ?       | 1            | 0            | 1+       | 0+     |
| S. Manente      | ?        | ?       | -            | -            | 0+       | 0+     |
| G. Mazzetti     | ?        | ?       | 3            | 1            | 3+       | 1+     |
| G. Morello      | ?        | ?       | 2            | 0            | 2+       | 0+     |
| L. Obuel        | ?        | ?       | 1            | 1            | 1+       | 1+     |
| E. Orzan        | ?        | ?       | 3            | 0            | 3+       | 0+     |
| Panama          | ?        | ?       | -            | -            | 0+       | 0+     |
| O. Pressaco     | ?        | ?       | 3            | 0            | 3+       | 0+     |
| G. Rinaldi      | ?        | ?       | 1            | 0            | 1+       | 0+     |
| A. Salati       | ?        | ?       | 1            | 1            | 1+       | 1+     |
| V. Servello     | ?        | ?       | 1            | 0            | 1+       | 0+     |
| G. Tonello      | ?        | ?       | 3            | -4           | 3+       | -4+    |
| Zacchi          | ?        | ?       | -            | -            | 0+       | 0+     |